# Roraty

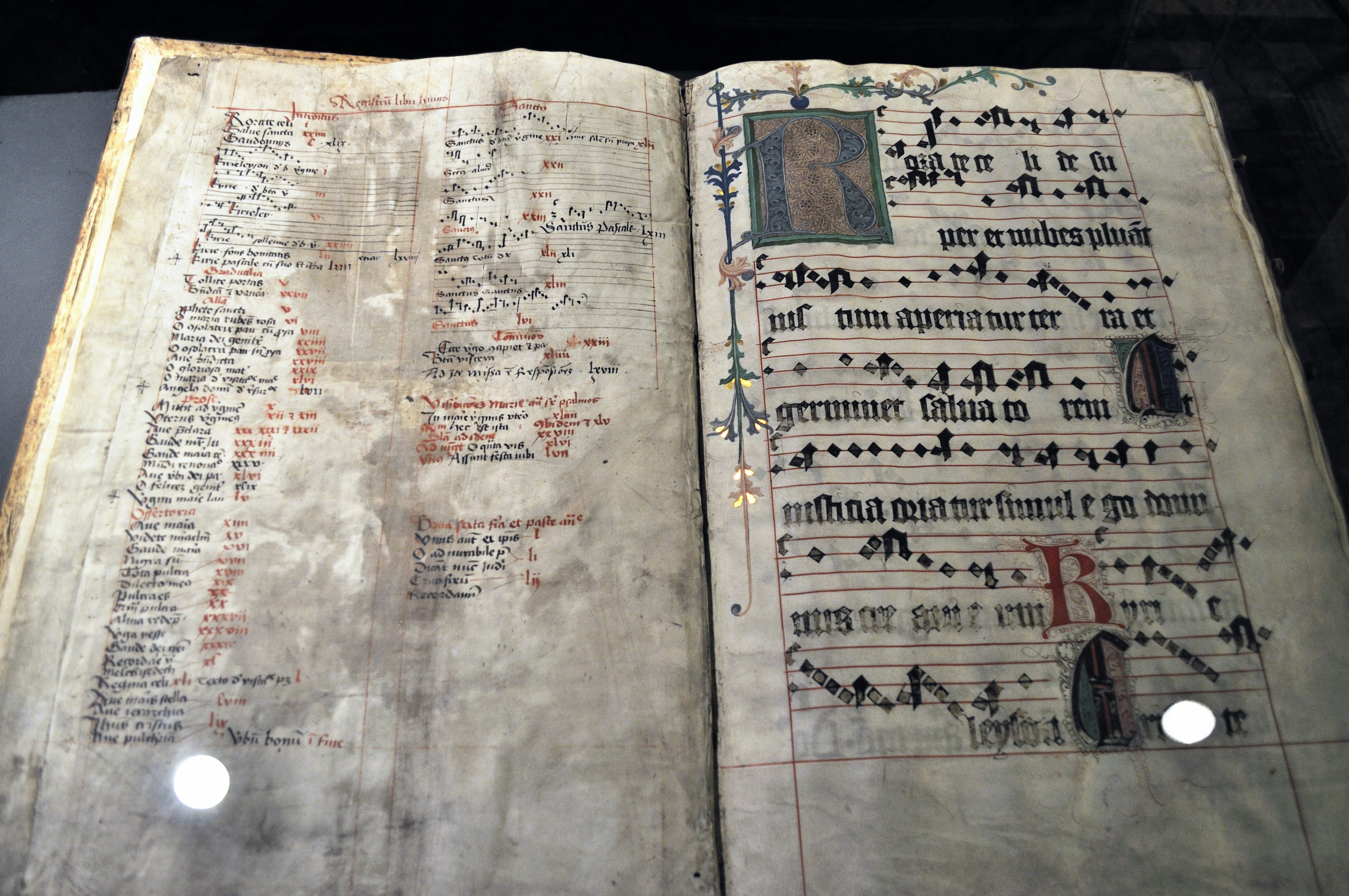
Roraty (msza roratna) (Rorate coeli desuper) średniowieczny manuskrypt, Muzeum Zamkowe, Malbork

Roraty, msza roratna, pot. msza roratnia – pierwsza msza przed lub o wschodzie słońca w okresie adwentu. Jest to msza wotywna o Najświętszej Maryi Pannie.
Nazwa mszy pochodzi od jej introitu, który zaczyna się od słów rorate cæli desuper (‘spuśćcie rosę niebiosa’). Charakterystycznym elementem rorat jest zapalanie świecy, zwanej roratką (świecą roratną). Świeca ta umieszczana jest w pobliżu ołtarza jedynie w adwencie. Symbolizuje Najświętszą Maryję Pannę. Współcześnie z uwagi na udział dzieci i młodzieży roraty odprawia się często wieczorem. W niektórych parafiach dzieci przychodzą na msze roratne z zaświeconymi lampionami. Dawniej msza odprawiana była codziennie, również poza okresem adwentu. Jak silna była tradycja mszy roratnej w dawnej Polsce, świadczyć może kapela rorantystów na Wawelu.
Tradycyjnie mszę roratnią rozpoczyna się od procesji wejścia (najczęściej z kruchty), biorą w niej udział oprócz kapłana m.in. dzieci, które na początku mszy św. idą w procesji w kierunku ołtarza z lampionami w ręku. W kościele panuje wówczas ciemność, świeci się jedynie świece oraz lampiony (wyłączone jest oświetlenie w świątyni). Na hymn „Chwała na wysokości Bogu” włącza się wszystkie światła w kościele, choć współcześnie odchodzi się od tej praktyki. Zaleca się pominięcie tego hymnu a dopiero na aklamację Alleluja... włączyć światła (w niektórych kościołach są także formy np. całej mszy w ciemności). 
Roraty sprawowane są przez cały tydzień, oprócz niedziel i uroczystości. Podczas tej mszy używa się szat liturgicznych koloru białego (choć w liturgii adwentowej obowiązuje fioletowy kolor szat).
Współcześnie w niektórych parafiach realizowany jest na roratach specjalny program dla dzieci (kazania, zbieranie codziennych obrazków). Zrodził się również zwyczaj wykonywania przez dzieci na roraty serduszek bądź innych ozdób z dobrymi uczynkami, które biorą udział w codziennym losowaniu. Po losowaniu dzieci zabierają na jeden dzień (do następnych rorat) figurkę Dzieciątka Jezus, czasami także figurkę Matki Bożej, św. Józefa lub aniołków. 